# Майе, Габриэль
Габриэль Майе (фр. Gabriel Maillé; род. 20 декабря 1995 года, Квебек, Канада) — канадский актёр театра и кино.
Майе начал свою актёрскую карьеру в театре. Снимался в таких фильмах как «Клянусь, это не я!» и «Болота».

## Фильмография
| Год       |     | Русское название   | Оригинальное название                        | Роль                |
| --------- | --- | ------------------ | -------------------------------------------- | ------------------- |
| 2004      | ф   | —                  | Dans une galaxie près de chez vous — Le film | рёбенок № 2         |
| 2004      | с   | Твёрдое время      | Temps dur                                    | мускулистый мальчик |
| 2008      | ф   | Клянусь, это не я! | C’est pas moi, je le jure!                   | Жером Доре          |
| 2009      | ф   | 1981               | 1981                                         | Жером Бернатчес     |
| 2009—2015 | с   | —                  | Yamaska                                      | Фредерик Харрисон   |
| 2011      | ф   | Болота             | Marécages                                    | Симон               |
| 2014      | кор | —                  | Braqué                                       | Жюстин              |
| 2015      | кор | —                  | Saccage                                      | Айзек               |
| 2015      | ф   | Виль-Мари          | Ville-Marie                                  | сын Мари Сантер     |
| 2018      | кор | —                  | Les Insensibles                              | н/д                 |
| 2020      | с   | —                  | District 31                                  | Джейсон Дугал       |